# FA Cup 2011/12
De FA Cup 2011/12 was de 131ste editie van de oudste bekercompetitie van de wereld, de Engelse FA Cup. Deze bekercompetitie is een toernooi voor voetbalclubs. Titelhouder was Manchester City, dat in 2010-11 de finale met 1-0 won van Stoke City. De competitie begon op 20 augustus 2011 met de extra voorronde en eindigde op 5 mei 2012 met de finale in het Wembley stadion. In de voorrondes werd bepaald welke non-League-clubs (ploegen van buiten de hoogste vier afdelingen) in de eerste ronde mochten deelnemen. Deze eerste ronde vond plaats op 12 november 2011.

## Speeldata
| Ronde                | Weekend van               |
| -------------------- | ------------------------- |
| Extra voorronde      | 20 augustus               |
| Voorronde            | 3 september               |
| 1e kwalificatieronde | 17 september              |
| 2e kwalificatieronde | 1 oktober                 |
| 3e kwalificatieronde | 15 oktober                |
| 4e kwalificatieronde | 29 oktober                |
| 1e ronde             | 12 november               |
| 2e ronde             | 3 december                |
| 3e ronde             | 7 januari 2012            |
| 4e ronde             | 28 januari 2012           |
| 5e ronde             | 19 februari 2012          |
| 6e ronde             | 17 maart 2012             |
| Halve Finale         | 14 april en 15 april 2012 |
| Finale               | 5 mei 2012                |

## Vijfde ronde
|                            |               |         |                 |                                                      |
| 18 februari 2012 12:30 GMT | Chelsea       | 1 – 1   | Birmingham City | Toeschouwers: 36,870 Scheidsrechter: Martin Atkinson |
| 18 februari 2012 12:30 GMT | Sturridge 62' | Verslag | Murphy 20'      | Toeschouwers: 36,870 Scheidsrechter: Martin Atkinson |
| 18 februari 2012 12:30 GMT |               |         |                 | Toeschouwers: 36,870 Scheidsrechter: Martin Atkinson |
| 18 februari 2012 12:30 GMT |               |         |                 | Toeschouwers: 36,870 Scheidsrechter: Martin Atkinson |
|                            |               |         |                 |                                                      |

|                         |                 |                       |         |                                                     |
| Replay 6 maart 2012 GMT | Birmingham City | 0-2                   | Chelsea | Toeschouwers: 21,822 Scheidsrechter: Anthony Taylor |
| Replay 6 maart 2012 GMT |                 | Mata 54' Meireles 60' |         | Toeschouwers: 21,822 Scheidsrechter: Anthony Taylor |
| Replay 6 maart 2012 GMT |                 |                       |         | Toeschouwers: 21,822 Scheidsrechter: Anthony Taylor |
| Replay 6 maart 2012 GMT |                 |                       |         | Toeschouwers: 21,822 Scheidsrechter: Anthony Taylor |
|                         |                 |                       |         |                                                     |

|                            |                             |         |           |                                |
| 18 februari 2012 15:00 GMT | Everton                     | 2 – 0   | Blackpool | Scheidsrechter: Michael Oliver |
| 18 februari 2012 15:00 GMT | Drenthe 1' Stracqualursi 7' | Verslag |           | Scheidsrechter: Michael Oliver |
| 18 februari 2012 15:00 GMT |                             |         |           | Scheidsrechter: Michael Oliver |
| 18 februari 2012 15:00 GMT |                             |         |           | Scheidsrechter: Michael Oliver |
|                            |                             |         |           |                                |

|                            |              |         |                |                           |
| 18 februari 2012 15:00 GMT | Norwich City | 1 – 1   | Leicester City | Scheidsrechter: Mike Dean |
| 18 februari 2012 15:00 GMT | Hoolahan 23' | Verslag | St Ledger 5'   | Scheidsrechter: Mike Dean |
| 18 februari 2012 15:00 GMT |              |         |                | Scheidsrechter: Mike Dean |
| 18 februari 2012 15:00 GMT |              |         |                | Scheidsrechter: Mike Dean |
|                            |              |         |                |                           |

|                            |          |         |                  |                              |
| 18 februari 2012 15:00 GMT | Millwall | 0 – 1   | Bolton Wanderers | Scheidsrechter: Kevin Friend |
| 18 februari 2012 15:00 GMT |          | Verslag | Miyaichi 4'      | Scheidsrechter: Kevin Friend |
| 18 februari 2012 15:00 GMT |          |         |                  | Scheidsrechter: Kevin Friend |
| 18 februari 2012 15:00 GMT |          |         |                  | Scheidsrechter: Kevin Friend |
|                            |          |         |                  |                              |

|                            |            |     |         |  |
| 18 februari 2012 17:15 GMT | Sunderland | 2-0 | Arsenal |  |
| 18 februari 2012 17:15 GMT |            |     |         |  |
| 18 februari 2012 17:15 GMT |            |     |         |  |
| 18 februari 2012 17:15 GMT |            |     |         |  |
|                            |            |     |         |  |

|                            |              |                               |            |                                                |
| 19 februari 2012 12:00 GMT | Crawley Town | 0-2                           | Stoke City | Toeschouwers: 4,214 Scheidsrechter: Mike Jones |
| 19 februari 2012 12:00 GMT |              | Walters 42' (pen.) Crouch 52' |            | Toeschouwers: 4,214 Scheidsrechter: Mike Jones |
| 19 februari 2012 12:00 GMT |              |                               |            | Toeschouwers: 4,214 Scheidsrechter: Mike Jones |
| 19 februari 2012 12:00 GMT |              |                               |            | Toeschouwers: 4,214 Scheidsrechter: Mike Jones |
|                            |              |                               |            |                                                |

|                            |           |     |                   |                                               |
| 19 februari 2012 14:00 GMT | Stevenage | 0-0 | Tottenham Hotspur | Toeschouwers: 6,625 Scheidsrechter: Phil Dowd |
| 19 februari 2012 14:00 GMT |           |     |                   | Toeschouwers: 6,625 Scheidsrechter: Phil Dowd |
| 19 februari 2012 14:00 GMT |           |     |                   | Toeschouwers: 6,625 Scheidsrechter: Phil Dowd |
| 19 februari 2012 14:00 GMT |           |     |                   | Toeschouwers: 6,625 Scheidsrechter: Phil Dowd |
|                            |           |     |                   |                                               |

|                               |                                    |        |                 |                                                     |
| Replay 7 maart 2012 19:30 GMT | Tottenham Hotspur                  | 3–1    | Stevenage       | Toeschouwers: 35,757 Scheidsrechter: Michael Oliver |
| Replay 7 maart 2012 19:30 GMT | Defoe 26', 75' Adebayor 55' (pen.) | Report | Byrom 4' (pen.) | Toeschouwers: 35,757 Scheidsrechter: Michael Oliver |
| Replay 7 maart 2012 19:30 GMT |                                    |        |                 | Toeschouwers: 35,757 Scheidsrechter: Michael Oliver |
| Replay 7 maart 2012 19:30 GMT |                                    |        |                 | Toeschouwers: 35,757 Scheidsrechter: Michael Oliver |
|                               |                                    |        |                 |                                                     |

|                            |                                                                                  |     |                        |                                                     |
| 19 februari 2012 16:30 GMT | Liverpool                                                                        | 6-1 | Brighton & Hove Albion | Toeschouwers: 43,940 Scheidsrechter: Andre Marriner |
| 19 februari 2012 16:30 GMT | Škrtel 5' Bridcutt 44' (e.d.) Carroll 57' Gerrard 71' Dunk 74' (e.d.) Suárez 85' |     | LuaLua 17'             | Toeschouwers: 43,940 Scheidsrechter: Andre Marriner |
| 19 februari 2012 16:30 GMT |                                                                                  |     |                        | Toeschouwers: 43,940 Scheidsrechter: Andre Marriner |
| 19 februari 2012 16:30 GMT |                                                                                  |     |                        | Toeschouwers: 43,940 Scheidsrechter: Andre Marriner |
|                            |                                                                                  |     |                        |                                                     |

## Zesde ronde
|                         |            |         |              |                                                                              |
| 17 maart 2012 12:45 GMT | Everton    | 1–1     | Sunderland   | Goodison Park, Liverpool Toeschouwers: 38,875 Scheidsrechter: Andre Marriner |
| 17 maart 2012 12:45 GMT | Cahill 24' | Verslag | Bardsley 12' | Goodison Park, Liverpool Toeschouwers: 38,875 Scheidsrechter: Andre Marriner |

|                                |            |        |                                |                                                                               |
| 27 maart 2012 20:00 GMT Replay | Sunderland | 0–2    | Everton                        | Stadium of Light, Sunderland Toeschouwers: 43,140 Scheidsrechter: Lee Probert |
| 27 maart 2012 20:00 GMT Replay |            | Report | Jelavic 24' Vaughan 57' (e.d.) | Stadium of Light, Sunderland Toeschouwers: 43,140 Scheidsrechter: Lee Probert |

|                         |                   |                 |                  |                                                                          |
| 17 maart 2012 17:30 GMT | Tottenham Hotspur | 1–1 (Gestaakt)1 | Bolton Wanderers | White Hart Lane, Londen Toeschouwers: 29.130 Scheidsrechter: Howard Webb |
| 17 maart 2012 17:30 GMT | Walker 12'        | Report          | Bale 6' (e.d.)   | White Hart Lane, Londen Toeschouwers: 29.130 Scheidsrechter: Howard Webb |

1De wedstrijd werd na 41 minuten gestaakt nadat Fabrice Muamba een hartaanval kreeg op het veld.
|                                 |                                |         |                  |                                                                          |
| 27 maart 2012 19:45 GMT Rematch | Tottenham Hotspur              | 3–1     | Bolton Wanderers | White Hart Lane, Londen Toeschouwers: 30.718 Scheidsrechter: Howard Webb |
| 27 maart 2012 19:45 GMT Rematch | Nelsen 74' Bale 77' Saha 90+4' | Verslag | Davies 90'       | White Hart Lane, Londen Toeschouwers: 30.718 Scheidsrechter: Howard Webb |

|                         |                                                   |         |                           |                                                                          |
| 18 maart 2012 14:05 GMT | Chelsea                                           | 5–2     | Leicester City            | Stamford Bridge, Londen Toeschouwers: 38.276 Scheidsrechter: Lee Probert |
| 18 maart 2012 14:05 GMT | Cahill 12' Kalou 17' Torres 67', 85' Meireles 90' | Verslag | Beckford 77' Marshall 88' | Stamford Bridge, Londen Toeschouwers: 38.276 Scheidsrechter: Lee Probert |

|                         |                        |         |            |                                                                      |
| 18 maart 2012 16:00 GMT | Liverpool              | 2–1     | Stoke City | Anfield, Liverpool Toeschouwers: 43.962 Scheidsrechter: Kevin Friend |
| 18 maart 2012 16:00 GMT | Suárez 23' Downing 57' | Verslag | Crouch 26' | Anfield, Liverpool Toeschouwers: 43.962 Scheidsrechter: Kevin Friend |

## Halve finale
|                         |                        |         |             |                                                                          |
| 14 april 2012 12:30 GMT | Liverpool              | 2–1     | Everton     | Wembley Stadium, Londen Toeschouwers: 87.231 Scheidsrechter: Howard Webb |
| 14 april 2012 12:30 GMT | Suárez 62' Carroll 87' | Verslag | Jelavić 24' | Wembley Stadium, Londen Toeschouwers: 87.231 Scheidsrechter: Howard Webb |

|                         |                   |         |                                                           |                                                                              |
| 15 april 2012 18:00 GMT | Tottenham Hotspur | 1–5     | Chelsea                                                   | Wembley Stadium, Londen Toeschouwers: 85.731 Scheidsrechter: Martin Atkinson |
| 15 april 2012 18:00 GMT | Bale 56'          | Verslag | Drogba 43' Mata 49' Ramires 77' Lampard 80' Malouda 90+4' | Wembley Stadium, Londen Toeschouwers: 85.731 Scheidsrechter: Martin Atkinson |

## Finale
|                      |                               |         |                  |                                                                        |
| 5 mei 2012 17:15 GMT | Chelsea                       | 2 – 1   | Liverpool        | Wembley Stadium, Londen Toeschouwers: 74.433 Scheidsrechter: Phil Dowd |
| 5 mei 2012 17:15 GMT | Ramires 10' Didier Drogba 52' | Verslag | 63' Andy Carroll | Wembley Stadium, Londen Toeschouwers: 74.433 Scheidsrechter: Phil Dowd |

1872 ·
1873 ·
1874 ·
1875 ·
1876 ·
1877 ·
1878 ·
1879 ·
1880 ·
1881 ·
1882 ·
1883 ·
1884 ·
1885 ·
1886 ·
1887 ·
1888 ·
1889 ·
1890 ·
1891 ·
1892 ·
1893 ·
1894 ·
1895 ·
1896 ·
1897 ·
1898 ·
1899 ·
1900 ·
1901 ·
1902 ·
1903 ·
1904 ·
1905 ·
1906 ·
1907 ·
1908 ·
1909 ·
1910 ·
1911 ·
1912 ·
1913 ·
1914 ·
1915 ·
1916 ·
1917 ·
1918 ·
1919 ·
1920 ·
1921 ·
1922 ·
1923 ·
1924 ·
1925 ·
1926 ·
1927 ·
1928 ·
1929 ·
1930 ·
1931 ·
1932 ·
1933 ·
1934 ·
1935 ·
1936 ·
1937 ·
1938 ·
1939 ·
1940 ·
1941 ·
1942 ·
1943 ·
1944 ·
1945 ·
1946 ·
1947 ·
1948 ·
1949 ·
1950 ·
1951 ·
1952 ·
1953 ·
1954 ·
1955 ·
1956 ·
1957 ·
1958 ·
1959 ·
1960 ·
1961 ·
1962 ·
1963 ·
1964 ·
1965 ·
1966 ·
1967 ·
1968 ·
1969 ·
1970 ·
1971 ·
1972 ·
1973 ·
1974 ·
1975 ·
1976 ·
1977 ·
1978 ·
1979 ·
1980 ·
1981 ·
1982 ·
1983 ·
1984 ·
1985 ·
1986 ·
1987 ·
1988 ·
1989 ·
1990 ·
1991 ·
1992 ·
1993 ·
1994 ·
1995 ·
1996 ·
1997 ·
1998 ·
1999 ·
2000 ·
2001 ·
2002 ·
2003 ·
2004 ·
2005 ·
2006 ·
2007 ·
2008 ·
2009 ·
2010 ·
2011 ·
2012 ·
2013 ·
2014 ·
2015 ·
2016 ·
2017 ·
2018 ·
2019 ·
2020 ·
2021 ·
2022 ·
2023 ·
2024 .
2025